# Placuna
Placuna, còn được gọi là điệp, hàu cửa sổ, sò Capiz, là một chi động vật thân mềm hai mảnh vỏ sống ở biển. Chúng là chi duy nhất được ghi nhận trong họ Placunidae, có quan hệ họ hàng gần với hàu và sò rẽ quạt.
Chi này được biết đến nhiều nhất do việc sử dụng vỏ của loài Placuna placenta trong quá khứ. Chúng có độ mỏng, trong mờ và thường được sử dụng trong sản xuất vật dụng trang trí. Ở một số nền văn hóa, chúng được cắt thành những miếng nhỏ 2x2 inches, được ép gỗ và được sử dụng như một dạng cửa sổ đón ánh sáng (vì vậy mới có tên hàu cửa sổ). Lớp vỏ này có một chút ánh xà cừ phản chiếu, đôi khi còn được sử dụng trang trí vách ngăn di động trong phòng.
Họ Placunidae được xem là có quan hệ họ hàng gần với họ Anomiidae. Một trong những điểm khác biệt chính là các loài thuộc họ Placunidae không bám cố định vào bề mặt cứng mà chúng thường sống vùi trong bùn.

## Mô tả
Các loài trong họ Placunidae là những loài ăn lọc, sống ở vùng nước nông, đáy bùn. Chúng mang các giới tính phân biệt, quá trình phát triển có hẳn một giai đoạn ấu trùng bơi tự do.

## Khai thác
Các loài trong họ Placunidae được khai thác rộng rãi ở khu vực Ấn Độ Dương và Tây Thái Bình Dương và được nuôi trồng ở một số khu vực.
Hàu cửa sổ được đánh giá cao nhờ lớp vỏ xà cừ trong mờ của chúng. Vỏ của chúng ban đầu được sử dụng như một chất thay thế thủy tinh cửa sổ, nhưng ngày nay chúng chủ yếu được sử dụng trong sản xuất khay, chụp đèn và đồ trang trí.
Ở các vùng ven biển, chúng được khai thác để lấy thịt.

## Chi và loài
- Placuna Lightfoot, 1786
  - Placuna ephippium (Philipsson, 1788)
  - Placuna lincolnii (Gray, 1849)
  - Placuna lobata GB Sowerby II, 1871
  - Placuna placenta Linnaeus, 1758
  - Placuna quadrangula (Philipsson, 1788)

Đồng nghĩa
- Placuna lincolnii (Grey, 1849) sensu Lamprell & Whitehead, 1992 : đồng nghĩa của Placuna quadrangula (Philipsson, 1788) (áp dụng sai)
- Placuna orbicularis (Philipsson, 1788) : đồng nghĩa của Placuna placenta (Linnaeus, 1758)
- Placuna papyracea Bruguière, 1792 : đồng nghĩa của Placuna quadrangula (Philipsson, 1788)
- Placuna planistata Dunker, 1879 : đồng nghĩa của Placuna lobata GB Sowerby II, 1871
- Placuna sella Gmelin, 1791 : đồng nghĩa của Placuna ephippium (Philipsson, 1788)